# Lophodolos indicus
Lophodolos indicus är en fiskart som beskrevs av Lloyd, 1909. Lophodolos indicus ingår i släktet Lophodolos och familjen Oneirodidae. IUCN kategoriserar arten globalt som livskraftig. Inga underarter finns listade i Catalogue of Life.